# Prijono

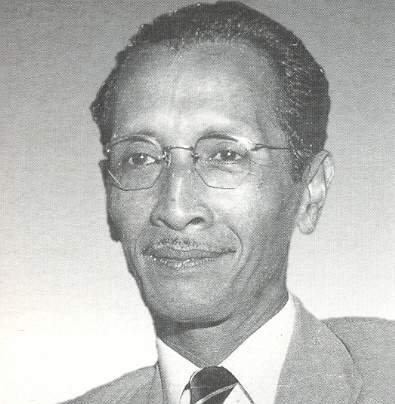
Prijono

Prijono (Yogyakarta, 20 juli 1905 – 6 maart 1969), ook wel Vinduvinoto Priyono of Prijono Winduwinoto) was een Indonesisch politicus, filoloog en academicus. De Javaan was een leidende figuur van de Murba-partij en vicevoorzitter van het Indonesische Vredescomité. Prijono was tussen 1957 en 1966 minister van Onderwijs en Cultuur. Hij behoorde tot de ideologen rond de toenmalige president Soekarno.

## Academische loopbaan
Dr. Prijono studeerde in Parijs en aan de Rijksuniversiteit Leiden waar hij promoveerde op een dissertatie over middeleeuwse Javaanse teksten.
In 1954 presenteerde Prijono een voorstel voor een nieuwe spelling van het Bahasa Indonesia. Prijono stelde voor om dat lettercombinaties zoals 'nj' en 'ng' te vervangen door symbolen uit het notatiesysteem dat Internationaal Fonetisch Alfabet of IPA wordt genoemd. Een soortgelijke spelling, 'Ejaan Kongres', werd indertijd al gebruik in Maleisië. De Indonesische regering benoemde Prijono tot voorzitter van een commissie voor de spelling. In 1960 was Prijono's voorgestelde spelling de basis van het MELINDO-voorstel voor een gezamenlijke Maleisisch-Indonesische spelling. De Maleisische en Indonesische regering stemden in met de invoering van de MELINDO spelling, maar het project raakte in vergetelheid toen de betrekkingen tussen de twee landen verslechterden.

## Politieke loopbaan
Prijono werd in 1957 door Soekarno benoemd tot minister van Lager Onderwijs en Cultuur in het kabinet-Djoeanda. Zijn benoeming stuitte op verzet van anti-communisten die beweerden dat hij een bondgenoot was van de Communistische Partij van Indonesië. Prijono is desondanks aangebleven tot het einde van de Soekarnoperiode. Als minister was Prijono vaak doelwit van kritiek van het leger en van islamitische organisaties.
In december 1954 werd Prijono door de Sovjet-Unie onderscheiden met de Stalin-vredesprijs.
In oktober 1960 introduceerde Prijono het principe van Pancawardhana. Deze "vijf principes van ontwikkeling" in het basis- en voortgezet onderwijs moesten in Indonesië het socialisme introduceren. Dit programma werd in februari 1963 gevolgd door een tweede ideologisch geïnspireerde filosofie. Hier ging het om het combineren van Pancawardhana met het principe van Pancasila ('vijf liefdes'). Dat daarin iedere verwijzing naar een god was weggevallen zinde de traditionele Indonesiërs niet.
Het strikt seculiere Pancacitaprincipe werd ontwikkeld door het National Education Institute, een instelling die gedomineerd werd door leden van de Communistische Partij. Met name de anticommunistische generaal Nasution verzette zich tegen de inbreng van Prijono in het onderwijs.
Na 1961 moest Prijono de zeggenschap over het ministerie van Onderwijs delen met Sjarif Thajeb die banden had met islamitische organisaties en Minister van Hoger Onderwijs en Wetenschap werd. Prijono was pro-Sovjet terwijl Sjarif Thajeb pro-Amerikaans was. Terwijl Prijono het secularisme bevorderde in het primair en voortgezet onderwijs introduceerde Sjarif Thajeb verplichte lessen over religie op de universiteiten. De confrontatie tussen het leger en de onder Soekarno steeds meer invloed verwervende Indonesische Communistische Partij werd op deze manier ook binnen de muren van het ministerie van Onderwijs uitgevochten.
Tijdens zijn ambtstermijn richtte Prijono diverse culturele instellingen op die een nieuwe nationale en revolutionaire cultuur moesten bevorderen. Deze instellingen onderwezen arbeiders en boeren in volksdansen en het zingen van revolutionaire liederen.
Op 16 maart 1966 werd Prijono ontvoerd door activisten van de islamitische studentenbeweging KAPPI en de Laskarmilitie. Hij werd naar het hoofdkwartier van Kostrad, de reserve van het leger en het zenuwcentrum van de militaire machtsgreep, gebracht. Indonesië was na de moord op zes behoudende generaals en een coup van het leger in een diepe crises geraakt. Op Java en Bali vielen honderdduizenden doden. Het leger en mohammedaanse activisten rekenden met veel geweld af met de aanhangers van Soekarno en de Communistische Partij van Indonesië.
Op 28 maart 1966 werd Prijono als minister opgevolgd door Sarino Mangoenpranot. Hij overleefde de bloedige contrarevolutie en stierf drie jaar later.